# Decoupage
|  | Si cerqueu altres usos, vegeu Découpage cinematogràfic. |

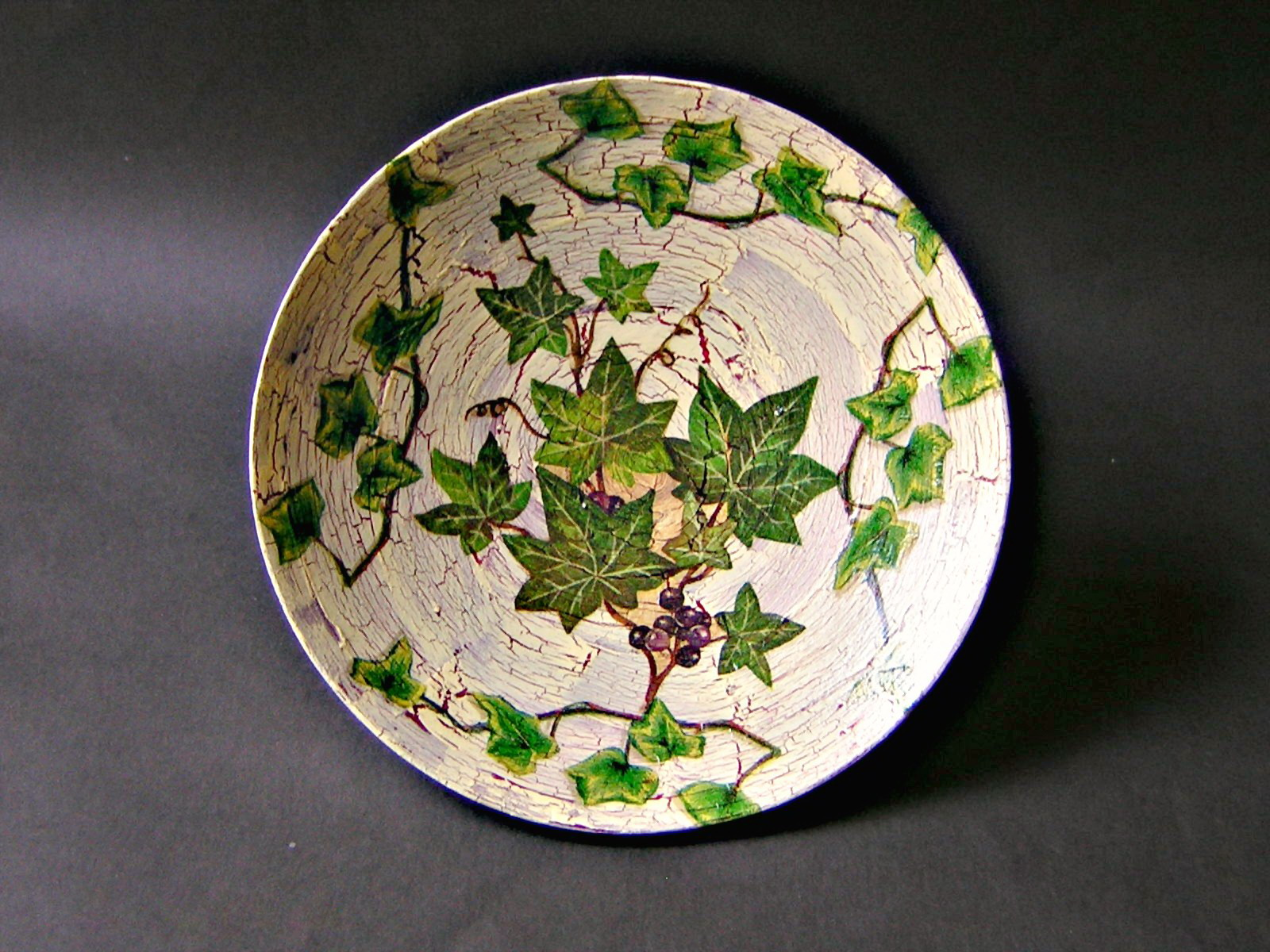
Decoupage

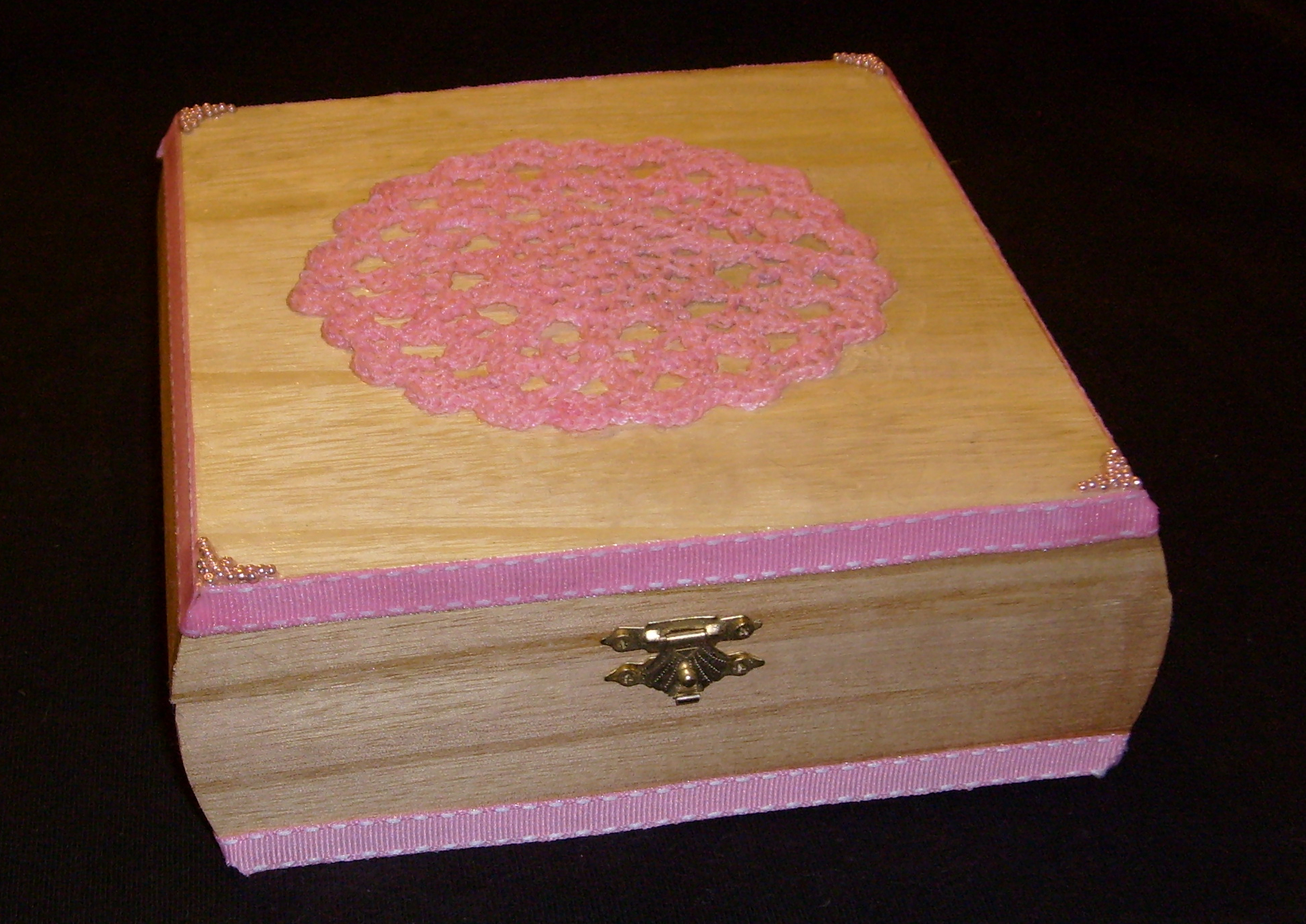
Joier

El decoupage és una tècnica manual decorativa en la qual s'empren papers impresos o teles per enganxar sobre suports diversos com fusta, ceràmica, metall, espelmes, sabons, vidre, pisa, cartró, entre d'altres. Es busca que el resultat obtingut imiti la pintura a mà, utilitzant tècniques de pàtina i pintura, distribuint correctament les retallades i donant un acabat amb vernís.
El resultat depèn de com es retallin i enganxin els dissenys i sobretot de l'habilitat d'aconseguir-ho d'una manera harmoniosa. La tècnica es va desenvolupar a Europa durant l'edat mitjana i el Renaixement. El decoupage es va fer molt comú als Estats Units a principis de la dècada de 1970 i l'aplicaven sobre objectes d'ús quotidià. L'ús actual de tovallons de paper té l'avantatge que necessita molt poques capes de vernís, donat el fi gruix que tenen. El terme decoupage té el seu origen en la paraula francesa découper, que significa "retallar".